# Seva (ort)
Seva är en ort i Spanien.   Den ligger i provinsen Província de Barcelona och regionen Katalonien, i den östra delen av landet, 500 km öster om huvudstaden Madrid. Seva ligger 742 meter över havet och antalet invånare är 2 949.
Terrängen runt Seva är kuperad.Runt Seva är det ganska tätbefolkat, med 60 invånare per kvadratkilometer. Närmaste större samhälle är Vic, 10,4 km norr om Seva. I omgivningarna runt Seva växer i huvudsak blandskog.